# Harald Pryn
Harald Julius Niels Pryn (* 11. April 1891 in Frederiksberg; † 26. November 1968 in Bagsværd) war ein dänischer Landschaftsmaler und Grafiker.

## Leben und Werk
Pryn war der Sohn des Gärtners Viggo Petersen und dessen Frau Laura Juliane (geborene Christensen). Er war mit Ebba Madsen verheiratet. Er hinterließ ein umfangreiches Werk und hatte seinen Wohnsitz ab ca. 1930 in der Gemeinde Bagsværd, 12 km nordwestlich von der Hauptstadt gelegen, wo er 1968 verstarb.
Als Künstler offenbar Autodidakt, steht er in Motivwahl und Kolorit jedoch dem deutschstämmigen, auf Sjælland tätigen Landschaftsmaler Olaf Viggo Peter Langer (1860–1942) nahe. Er widmete sich überwiegend der Landschaftsmalerei, insbesondere der Darstellung verschneiter Dörfer und Weiler. Auch einige Frühjahrs-, Sommer- und Herbstlandschaften von seiner Hand sind bekannt sowie Interieurs. Winterlandschaften fanden auch Verwendung in Postkarten- beziehungsweise Weihnachtskartenserien.
Nur wenige seiner Gemälde sind datiert. Gelegentliche Ortsbezeichnungen wie Bøllemosen, Hareskoven, Herlufsholm, Hosterkøb, Klampenborg, Naestved, Ørholm oder Søllerød verweisen darauf, dass er seine Motive fast ausschließlich in der Umgebung seines Wohnsitzes Bagsvaerd fand. Charakteristisch ist der häufig perspektivische Bildaufbau, der den Blick durch Wege oder Straßen, oft verstärkt durch Wagenspuren und Häuserfluchten, in die Bildtiefe führt.

## Werkauswahl
- Snelandskab, bez.: Harald Pryn 11.
- Vinterparti fra Gl. Holte (Gl. Holtegade), um 1920, Museum Rudersdal
- Birketræer ved en sø, Parti fra Bøllemosen, 1922, Museum Rudersdal
- Sneklædt skovparti med vej , 49,5 × 59,5 cm, 1923.
- Snedækket skovvej i Søllerød, Museum Rudersdal
- Den gamle lirekassemand, Pilekæret, Gl. Holte  (Leierkastenmann), ca. 1925, Museum Rudersdal
- Vinterparti fra Gamle Holte, ca. 1925, Museum Rudersdal
- Marker ved Paradisgården, Øverød mod Gl. Holte, 1926: Rudersdal, Museer.
- Kone med brændeknippe i skoven, 1926: Rudersdal, Museer.
- Rudersdal, 1929: Rudersdal, Museum
- Interiør i kunstnerens hjem, 1930: Rudersdal, Museer.
- Fredriksdal, 95 × 69 cm, 1932.
- Solrig vinterdag i Frederiksdal Skov, bez.: Harald Pryn Fr.dal Skov, 62 × 91 cm.
- Interiør i kunstnerens hjem, 1930er Jahre, Museum Rudersdal
- Interieur eines Hering-Räucherhauses, Bornholm, bez.: Harald Pryn, Bornholm 36.
- Høstlandskab med bønder, der kører neg hjem, 1943
- Sommerlicher Wald bei Herlufsholm, Naestved, 70 × 100 cm, 1955
- Frederiksdal Skov, 92 × 115,5 cm, 1956, bez.: Harald Pryn 1956. Frederiksdal Skov.
- Gamle huse, Nærum, vinter, Museum Rudersdal
- Vinterparti ved Søllerød Kirkeskov og klokkerhuset, Museum Rudersdal
- Ved Søllerød præstegård, Museum Rudersdal
- Solrig vinterdag i Hareskoven, bez.: Harald Pryn, Hareskov, 92 × 115 cm.
- Vinterparti fra Christiansborgs Slotsplads, 35 × 50 cm.
- Vinterlandskab, parti fra Ørholm skov, 76 × 95 cm.
- Slagballe Bakker, 105 × 135 cm.
- Forårsparti fra Tipperup Å., bez.: Harald Pryn, Tipperup Aa, 90 × 134 cm.
- Vinterdag ved Kongekilden, en lille dreng trækker en slæde, bez.: Harald Pryn Klampenborg, 102 × 137 cm.
- A river in the snow, bez.: Harald Pryn/Bagsvaerd, 70,5 × 100,3 cm.